# Tanagra (statuette)
Pour les articles homonymes, voir Tanagra.
 (août 2020).

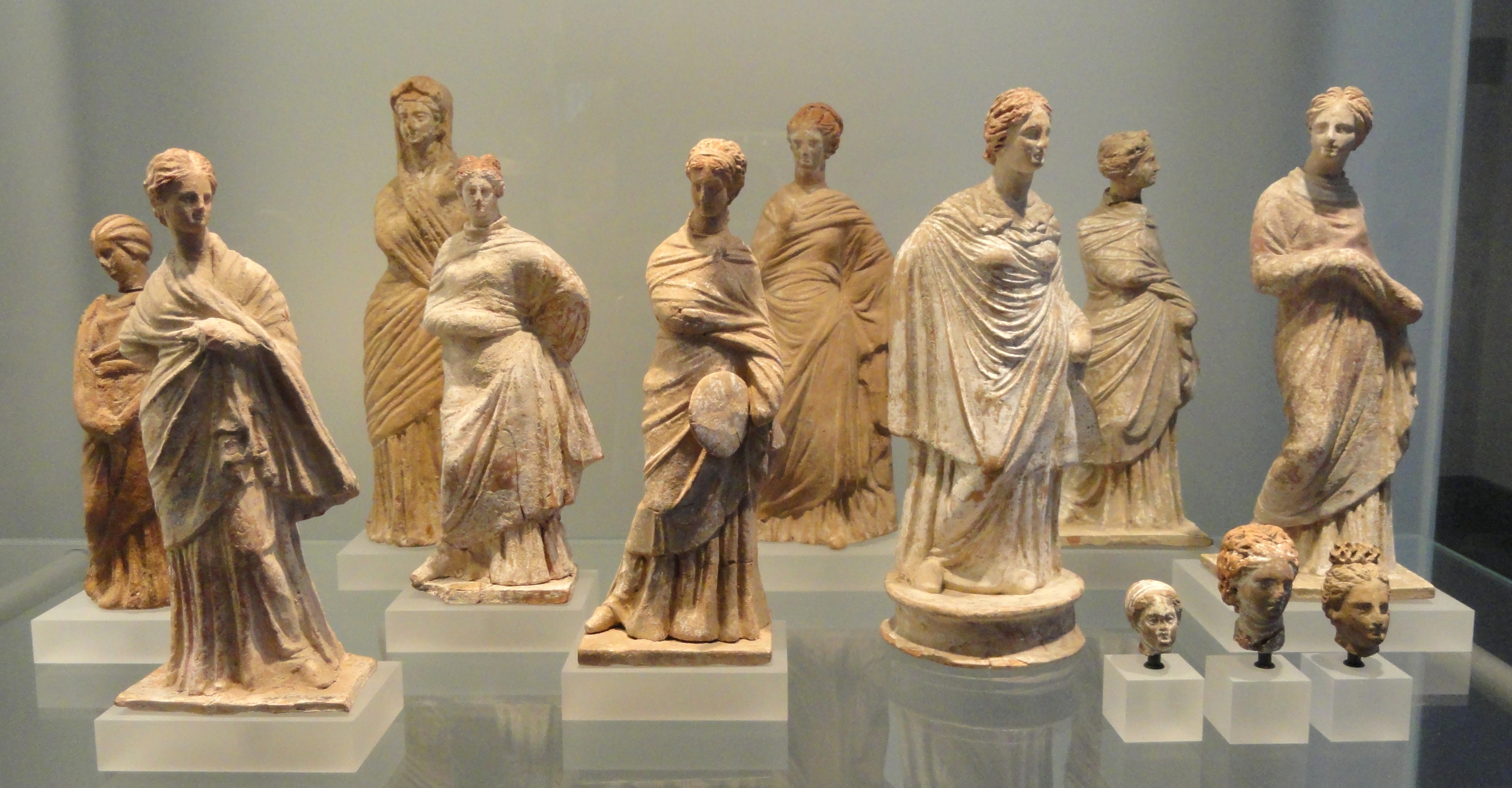
Collection de Tanagréennes exposée à la Ny Carlsberg Glyptotek de Copenhague.

Les Tanagras ou Tanagréennes sont un type de statuette de terre cuite apparue en Grèce aux IVe et IIIe siècles av. J.-C. D'un travail très fin, elles représentent des femmes drapées dans un himation, ou des enfants. Au figuré, le nom est ainsi attribué à une adolescente ou une jeune femme remarquable par sa grâce et sa finesse.

## Histoire

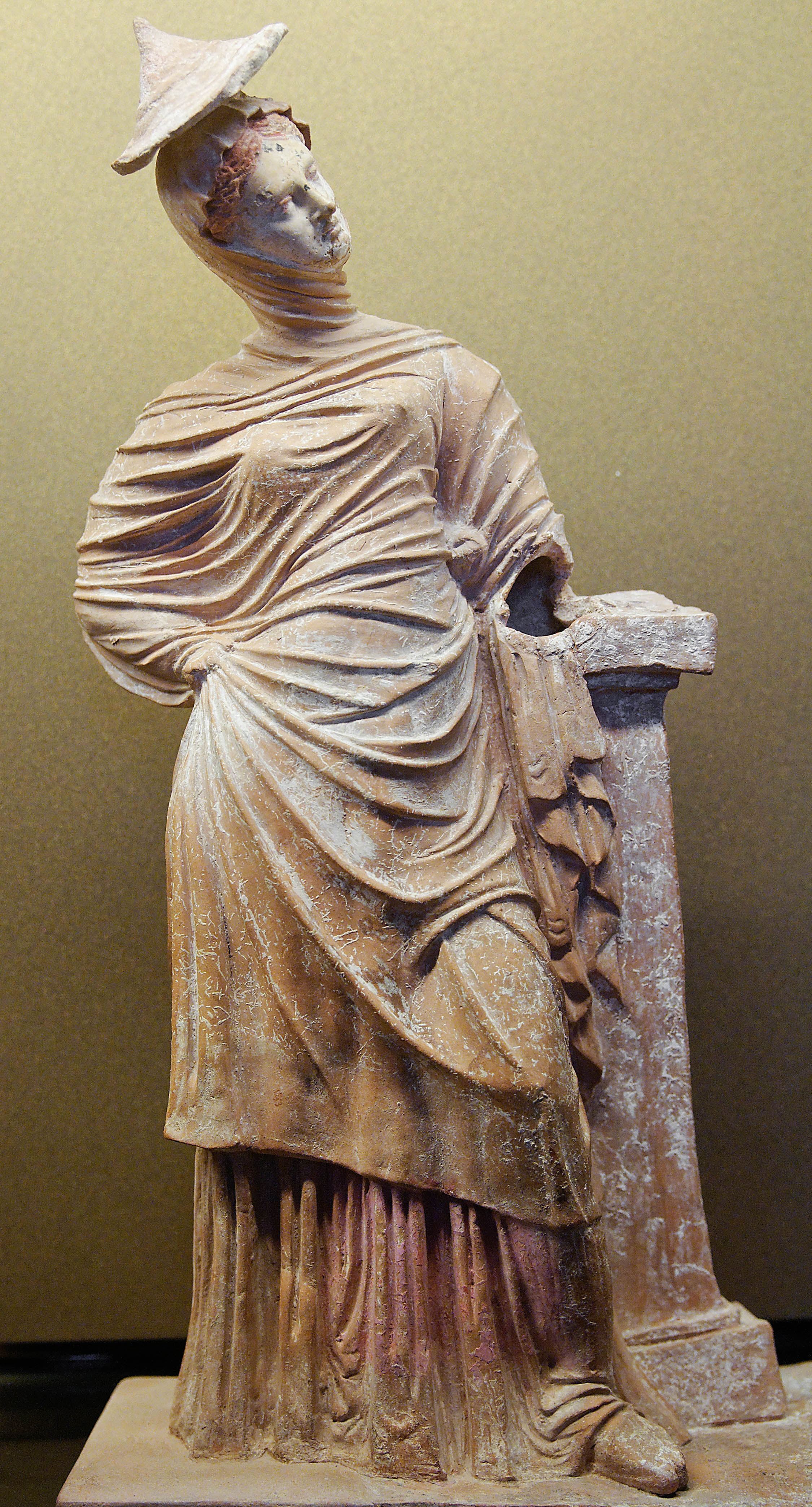
Jeune femme drapée appuyée contre un pilier. Figurine en terre cuite grecque, production de Tanagra, fin ou début avant notre ère. Provenance : tombe A de la nécropole de Tanagra. Musée du Louvre.

Le terme « tanagra » fut inventé au XIXe siècle pour désigner les statuettes qui venaient d'être trouvées en 1870, par centaines, dans la nécropole de Tanagra, une antique cité grecque de Béotie. Mais on sait aujourd'hui que le véritable foyer de création de ces tanagras était Athènes à partir de 340-330 av. J.-C. Ce genre artistique, porteur des valeurs grecques, dépassa largement les frontières de ces régions pour se diffuser dans tout le bassin méditerranéen sur les pas d'Alexandre le Grand, en Grèce, en Anatolie, jusqu'en Cyrénaïque et en Égypte.

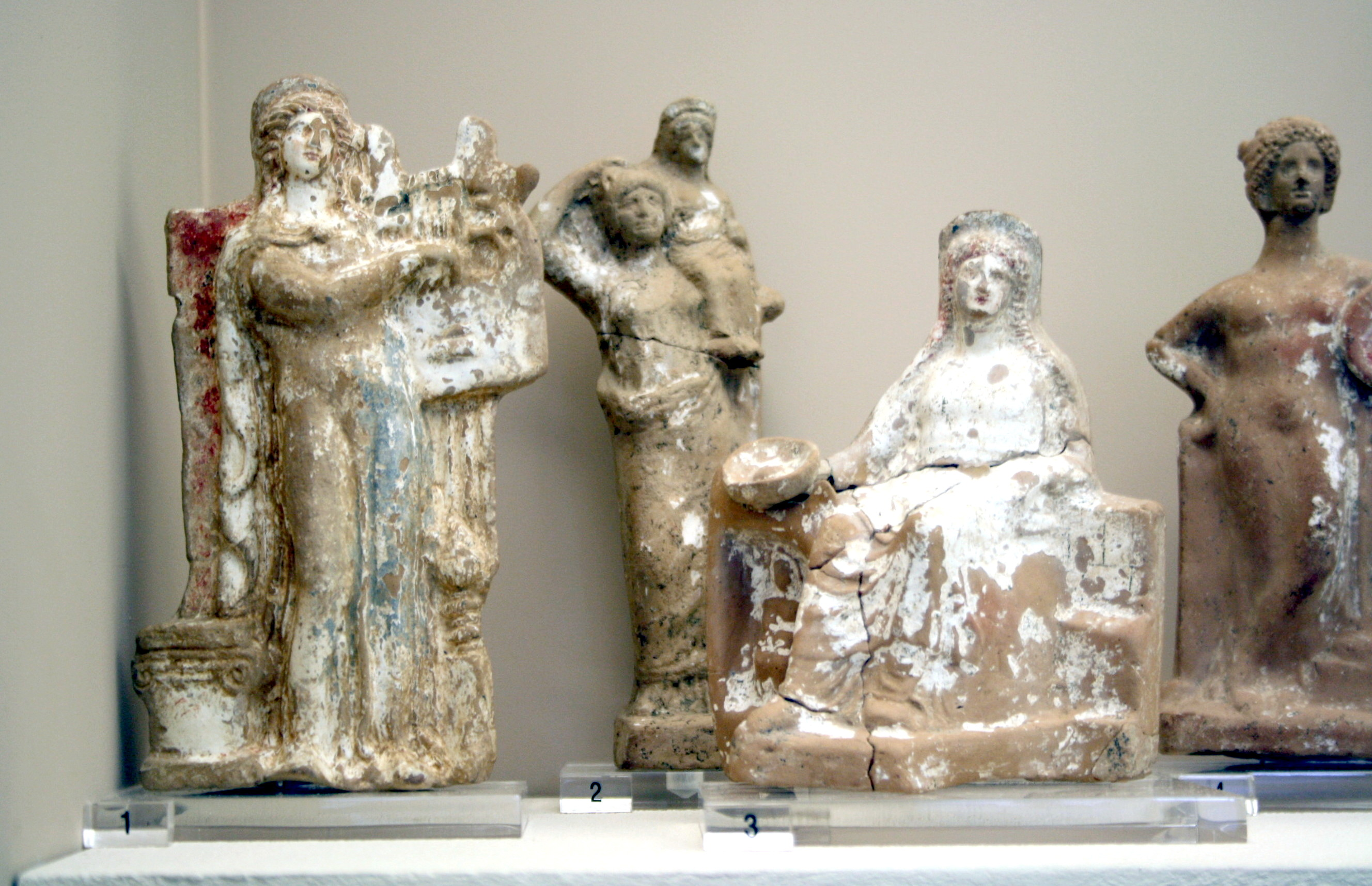
Figurines en terre cuite peinte. Premières versions de ce qui deviendra la spécialité de Tanagra. Fin IVe siècle. Musée archéologique du Céramique.

Ces statuettes votives en terre cuite, dont certaines, pleines et modelées à la main, remontent à 600 av. J.-C., représentent au départ essentiellement des animaux stylisés et des divinités avec leurs attributs. Les figures étaient colorées par application d'argile. À partir du milieu du Ve siècle, les artisans ont moulé la partie antérieure des statuettes, qui seront évidées afin d'obtenir une meilleure cuisson. Les moules permettent aussi une fabrication en nombre. À partir du IVe siècle, les statuettes représentent des patriciennes, des danseuses, des éphèbes et des enfants dans un style de plus en plus réaliste. Les œuvres produites sont peintes. Les figurines et moules de Tanagra sont exportés, et les statuettes sont produites tout aussi bien à Myrina, qu'à Alexandrie. Le pillage systématique des tombes de Tanagra à la fin du XIXe siècle, et la sortie des statuettes de leur contexte archéologique rend difficile la restitution des pratiques et des architectures d'origine.
Le musée gréco-romain d'Alexandrie en possède une collection remarquable.

## Postérité
Le peintre et sculpteur français Jean-Léon Gérôme a réalisé plusieurs œuvres inspirées des tanagras. La couturière italienne Rosa Genoni s'en inspire pour créer des robes homonymes.